# Wadsworth (Ohio)
Wadsworth es una ciudad ubicada en el condado de Medina en el estado estadounidense de Ohio. En el Censo de 2010 tenía una población de 21567 habitantes y una densidad poblacional de 784,02 personas por km².

## Geografía
Wadsworth se encuentra ubicada en las coordenadas 41°1′43″N 81°43′56″O / 41.02861, -81.73222. Según la Oficina del Censo de los Estados Unidos, Wadsworth tiene una superficie total de 27.51 km², de la cual 27.51 km² corresponden a tierra firme y (0%) 0 km² es agua.

## Demografía
Según el censo de 2010, había 21567 personas residiendo en Wadsworth. La densidad de población era de 784,02 hab./km². De los 21567 habitantes, Wadsworth estaba compuesto por el 96.88% blancos, el 0.78% eran afroamericanos, el 0.24% eran amerindios, el 0.74% eran asiáticos, el 0.01% eran isleños del Pacífico, el 0.2% eran de otras razas y el 1.15% pertenecían a dos o más razas. Del total de la población el 1.24% eran hispanos o latinos de cualquier raza.